# Joy Buolamwini
Joy Adowaa Buolamwini est une informaticienne et militante numérique américano-ghanéenne basée au MIT Media Lab. Elle est la fondatrice de Algorithmic Justice League, une organisation qui cherche à combattre les préjugés dans les processus de décision des logiciels.

## Enfance et éducation
Buolamwini est née au Canada, a grandi dans le Mississippi et fait son secondaire à la Cordova High School. À l'âge de 9 ans, elle est inspirée par Kismet, le robot du MIT, et apprend elle-même les langages XHTML, JavaScript et PHP,,. Elle a fait du saut à la perche en compétition.
En premier cycle universitaire, Buolamwin étudie l'informatique au Georgia Institute of Technology, où elle fait des recherches sur l'informatique de la santé. Buolamwini obtient la bourse Stamp President de la Georgia Tech en 2012, et est la plus jeune finaliste du Prix Georgia Tech InVenture en 2009.
Buolamwini est une boursière Rhodes, une membre du programme Fulbright, une boursière Stamp, une boursière Astronaut, un Érudit et une boursière de l'Institut Anita Borg. En tant que boursière Rhodes, elle étudie l'apprentissage et la technologie à l'Université d'Oxford,. Au cours de son année en tant que boursière, elle prend part au premier Service Year, travaillant sur des projets axés sur la communauté,. Elle obtient une Maîtrise du Massachusetts Institute of Technology en 2017 avec une thèse supervisée par Ethan Zuckerman.

## Carrière de chercheuse
En 2011, elle fait équipe avec le programme Trachome à la Fondation Carter pour développer un système android pour l'Éthiopie et l'aide à l'éradication des maladies dans le monde,. 

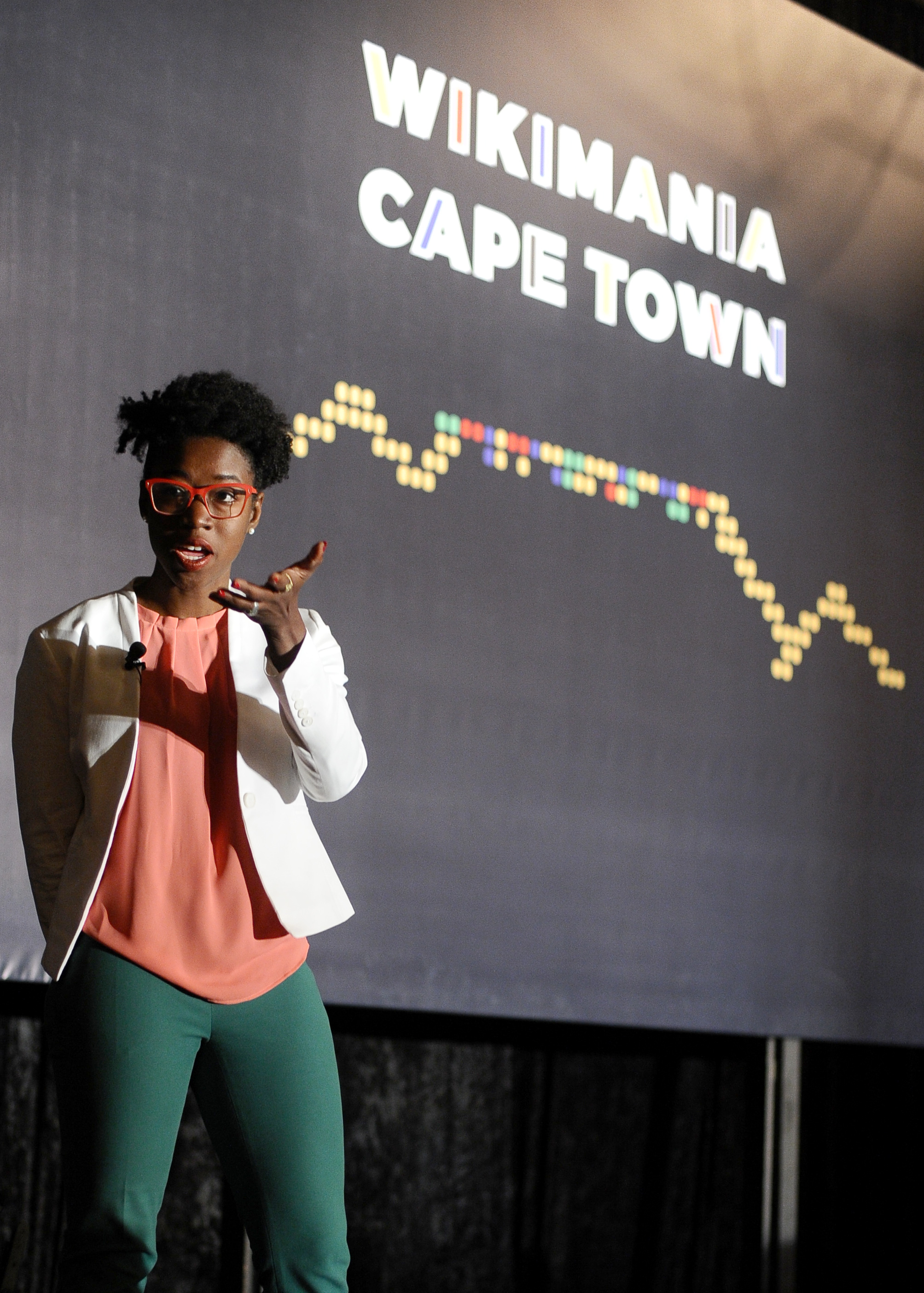
Joy Buolamwini à la Wikimania 2018 dans la Ville du Cap

En tant que membre du programme Fulbright en 2013, Buolamwini collabore avec des informaticiens en Zambie pour aider les jeunes du pays à se lancer dans la technologie. Le 14 septembre 2016, elle apparaît à la Maison Blanche au sommet sur l'Informatique pour Tous,.
Elle est chercheuse au MIT Media Lab, où elle identifie les biais dans les algorithmes et développe des pratiques de reddition de comptes au cours de leur conception ; au laboratoire, Buolamwini est une membre du Center for Civic Media group d'Ethan Zuckerman,. Au cours de ses recherches, Buolamwini fait une expérience en montrant 1 000 visages  à un système d'identification faciale pour leur faire déterminer si les visages étaient de sexe masculin ou féminin. En conclusion, elle constate qu'il est difficile pour les logiciels d'identifier correctement les sujets féminins à peau foncée,. Son projet, Gender Shades, attire l'attention des médias et devient une partie de sa thèse du MIT,,,,,,,,. Son papier, édité en 2018, engendre des réponses de IBM et Microsoft, qui décident d'améliorer leurs logiciels,. Elle créé également Aspire Mirror, un appareil qui offre un reflet de soi-même basé sur ce qui nous inspire. Son programme, Algorithmic Justice League, a pour objectif de mettre en évidence les biais dans le code qui peut conduire à la discrimination de groupes sous-représentés. Elle crée deux films basé sur cette idée, Code4Rights et Algorithmic Justice League: Unmasking Bias,. Elle est directrice technologique pour Techturized Inc, une entreprise technologique de soins de cheveux.

## Distinctions
En 2017, Buolamwini remporte le grand prix dans la catégorie professionnelle du concours Search for Hidden Figures, lié à la sortie du film Les Figures de l'ombre en décembre 2016. Le concours, sponsorisé par PepsiCo et 21st Century Fox a pour but « d'aider à découvrir la prochaine génération de dirigeantes dans les domaines des sciences, des technologies, de l'ingénierie et des mathématiques », et attire cette année-là 7 300 soumissions à travers les États-Unis.  
Buolamwini présente à Beacon Street (Boston) une conférence TED intitulée « How I'm fighting bias in algorithms »,,. En 2018, elle apparaît à la TED Radio Hour. Elle figure également sur la liste Smart Girls d'Amy Poehler en 2018. Le magazine Fast Company la classe parmi les quatre « héros du design qui défendent la démocratie en ligne ».  Elle est classée parmi les 100 Women de la BBC en 2018.  En 2018, elle figure parmi les « 50 meilleures femmes américaines dans le domaine de la technologie» de Forbes.

## Vie privée
Buolamwini a vécu au Ghana, à Barcelone, à Memphis et à Atlanta.

## Publications
- (en) Joy Buolamwini et Timnit Gebru, « Gender Shades: Intersectional Accuracy Disparities inCommercial Gender Classification – MIT Media Lab », Proceedings of Machine Learning Research,‎ 2018 (lire en ligne)